# Coppa Italia 2015-2016 (hockey su ghiaccio)
La Coppa Italia 2015-2016 di hockey su ghiaccio è stata la 20ª edizione del trofeo.

## Formula
La Coppa Italia 2015-16 ha mantenuto la formula della stagione precedente. La disputa della Final Four non fu assegnata preventivamente, pertanto nessuna squadra si qualificò di diritto.
Le prime otto squadre classificate al termine del primo girone di andata e ritorno della regular season si qualificarono per i quarti di finale. Il 5 novembre si tenne il draft, durante il quale le quattro squadre meglio classificate poterono, in ordine di classifica, scegliere la propria avversaria tra le squadre classificate dal quinto all'ottavo posto.
L'unica modifica ha riguardato i quarti di finale: nel turno preliminare le squadre, infatti, si affrontarono non più in una serie al meglio dei tre incontri, ma con gare di andata e ritorno, con la prima partita giocata in casa della squadra peggio classificata.
Le squadre si incontrarono poi in un'unica sede per semifinali e finale, giocate in due giorni consecutivi (12 e 13 dicembre 2015): la cosiddetta Final Four. Il luogo dove si disputarono le gare venne inizialmente fissato al Pala Ghiaie di Trento ma in seguito (quando cioè ci si accorse della concomitanza con altri eventi sportivi nella città trentina per le stesse date) si decise di scegliere la sede solo dopo il turno preliminare. Il 9 dicembre (vale a dire solo 3 giorni prima della finale) venne ufficializzata la scelta di Brunico.

## Qualificazione
Le squadre classificate alle prime otto posizioni al termine del girone di andata e ritorno sono state:
1. Ritten-Renon
2. Val Pusteria
3. Vipiteno Broncos
4. Fassa Falcons
5. Valpellice
6. Asiago
7. Gherdëina
8. Cortina

### Draft
Il 5 novembre 2015 si è tenuta, a Selva di Val Gardena, a margine di una riunione del consiglio di lega, la scelta degli accoppiamenti. Il Renon ha scelto di affrontare il Gherdëina, il Val Pusteria ha scelto il Cortina, il Vipiteno ha scelto l'Asiago e conseguentemente il Fassa è stato accoppiato al Valpellice.
| Squadra 1        | Risultato | Squadra 2  |
| ---------------- | --------- | ---------- |
| Ritten-Renon     | 7-2       | Gherdëina  |
| Val Pusteria     | 5-5       | Cortina    |
| Vipiteno Broncos | 5-12      | Asiago     |
| Fassa Falcons    | 7-9       | Valpellice |

## Quarti di finale

### Renon - Gherdëina
| Arbitri: | Turo Virta Alex Lazzari |

|  |           | |
|  | Marcatori | 12:12 C. Borgatello (M. Van Guilder) 39:15 T. Spinell (E. Scelfo) 42:57 D. Tudin (C. Borgatello, B. Cook) 46:58 M. Ploner |

| Arbitri: | Andrea Benvegnù Daniel Gamper |

| |           |                                                                                        |
| M. Van Guilder (B. Cook, C. Borgatello) 11:13 F. Ebner (T. Spinell, M. Quinz) 23:32 S. Kostner (B. Cook, A. Alber) 32:32 | Marcatori | 18:47 B. Kostner (G. Vinatzer, D. Peruzzo) 39:15 B. Kostner (B. Bregenzer, D. Peruzzo) |

### Val Pusteria - Cortina
| Arbitri: | Andrea Benvegnù Andrea Moschen |

| |           | |
| M. Ranallo (F. Adami, P. Wunderer) 11:23 R. Lacedelli (R. Crowley, B. Sonne) 12:10 M. Ranallo (P. Wunderer, F. Adami) 17:58 F. Adami (S. Posa, M. Ranallo) 25:38 A. Esposito (B. Sonne, A. Caffi) 43:41 | Marcatori | 13:58 F. Bouchard (D. Glira, T. Erlacher) 22:13 K. DeVergilio (G. Scandella, R. Kavanagh) 22:54 G. Scandella (M. Oberrauch, F. Bouchard) 32:32 A. Hofer (J. Maylan, A. Helfer) 46:58 K. DeVergilio (M. Oberrauch, A. Helfer) |

| Brunico 7 dicembre 2015, ore 20:30 | Val Pusteria                    | 0 – 0 (0-0; 0-0; 0-0) | Cortina | Rienzstadion (1.100 spett.)\| Arbitri: \| Glauco Colcuc Leandro Soraperra \| |
| Arbitri:                           | Glauco Colcuc Leandro Soraperra |                       |         |                                                                              |

### Vipiteno - Asiago
| Arbitri: | Luca Cassol Claudio Pianezze |

| |           |  |
| L. Ulmer (A. Lutz, M. Sullivan) 2:47 S. D. Bentivoglio (A. Lutz, L. Ulmer) 4:42 L. Ulmer (M. J. Magnabosco, S. D. Bentivoglio) 7:52 L. Ulmer (A. Lutz, M. Sullivan) 26:04 S. D. Bentivoglio (M. J. Magnabosco) 28:40 L. Ulmer (S. D. Bentivoglio, M. J. Magnabosco) 36:02 | Marcatori |  |

| Arbitri: | Thomas Gasser Luca Marri |

| |           | |
| J. Walters (J. Lazo) 11:45 R. Stampfer 12:47 J. Walters (M. Sirokovs) 37:03 T. Kofler (R. Stampfer) 56:18 | Marcatori | 1:05 A. Nigro (A. Lutz, D. Sullivan) 31:19 A. Lutz (A. Nigro) 32:42 M. Sullivan (A. Nigro, A. Lutz) 43:54 A. Nigro (S. D. Bentivoglio, A. Lutz) 44:25 M. J. Magnabosco (D. Iori, A. Tessari) 50:53 S. D. Bentivoglio (L. Ulmer) |

### Valpellice - Fassa
| Arbitri: | Luca Marri Simone Lega |

| |           | |
| A. Petrov (M. Beca, S. Della Rovere) 2:12 M. Beca (S. Della Rovere, D. Nicoletti) 14:15 S. Della Rovere (M. Beca, A. Petrov) 16:17 A. Canzanello (T. Johnson, E. Caletti) 30:07 D. Nicoletti (M. Beca, S. Della Rovere) 2:12 | Marcatori | 0:31 M. Marchetti (M. T. Lee) 7:09 M. J. Vaskivuo (J. L. Lepine) 10:20 M. Bernard (M. J. Vaskivuo, M. Vas) |

| Arbitri: | Nadir Ceschini Claudio Pianezze |

| |           | |
| M. J. Vaskivuo (L. Felicetti) 0:27 M. Marchetti (M. Dantone, L. Felicetti) 23:06 M. Vas (C. Lorenzi, M. J. Vaskivuo) 50:04 M. J. Vaskivuo (C. Lorenzi, M. Da Tos) 51:01 | Marcatori | 11:04 A. Petrov (S. Della Rovere, S. Ilic) 27:02 M. Beca (A. Petrov, T. Johnson) 36:53 T. Johnson (E. Caletti, A. Canzanello) 49:28 E. Caletti (T. Johnson, A. Canzanello) |

## Final Four
Le squadre qualificate alla Final Four sono:
1. Ritten-Renon
2. Val Pusteria
3. Valpellice
4. Asiago

La scelta della federazione sulla città organizzatrice cadde su Brunico.
|  | Semifinali   | Semifinali   | Semifinali   |              |            | Finale     | Finale | Finale |  |
|  |              |              |              |              |            |            |        |        |  |
|  | Ritten-Renon | Ritten-Renon | 3            |              |            |            |        |        |  |
|  | Ritten-Renon | Ritten-Renon | 3            |              |            |            |        |        |  |
|  | Valpellice   | Valpellice   | 4            |              |            |            |        |        |  |
|  | Valpellice   | Valpellice   | 4            |              | Valpellice | Valpellice | 3      |        |  |
|  |              |              |              |              | Valpellice | Valpellice | 3      |        |  |
|  |              |              | Val Pusteria | Val Pusteria | 1          |            |        |        |  |
|  | Val Pusteria | Val Pusteria | Val Pusteria | Val Pusteria | 1          | 2          |        |        |  |
|  | Val Pusteria | Val Pusteria |              |              |            |            |        |        |  |
|  | Asiago       | Asiago       | 1            |              |            |            |        |        |  |

†: partita terminata ai tempi supplementari
‡: partita terminata ai tiri di rigore

### Semifinali
| Arbitri: | Alex Lazzeri Daniel Gamper |

|                                                                                            |           | |
| T. Spinell (D. Tudin) 34:21 B. Cook (F. Ebner) 55:10 D. Tudin (F. Ebner, T. Spinell) 58:38 | Marcatori | 32:18 M. Beca (S. Della Rovere, F. De Biasio) 40:54 S. Della Rovere (T. Johnson, M. Beca) 49:56 M. Pozzi (A. Silva, A. Canzanello) 57:40 D. Nicoletti (A. Petrov, A. Silva) |

| Arbitri: | Claudio Ferrini Luca Marri |

|                                                                                       |           |                          |
| A. Helfer (A. Hofer, R. Andergassen) 27:05 R. Andergassen (J. Maylan, A. Hofer) 35:13 | Marcatori | 58:36 L. Ulmer (A. Lutz) |

### Finale
| Arbitri: | Luca Cassol Claudio Pianezze |

|                                              |           | |
| F. Bouchard (R. Andergassen, J. Maylan) 6:21 | Marcatori | 35:18 S. Ilic (S. Della Rovere, A. Petrov) 56:12 M. Pozzi (E. Caletti, A. Canzanello) 59:38 A. Petrov |

## Verdetti
- Vincitrice Coppa Italia:  Hockey Club Valpellice

| Campioni della Coppa Italia 2015-2016 Hockey Club Valpellice | Portieri: Shane Madolora, Davide Bertin, Simone Armand Pilon Difensori: Trevor Johnson, Andy Canzanello, Davide Nicoletti, Stefan Ilic, Francesco De Biasio, Andrea Schina, Eric Michelin Salomon, André Signoretti Attaccanti: Aleksandr Petrov, Stefan Della Rovere, Matthew Beca, Edoardo Caletti, Marco Pozzi, Alex Silva, Pietro Canale, Paolo Nicolao, Simone Olivero, Matteo Mondon Marin, Martino Durand Varese, Federico Cordin Staff Tecnico: Tom Barrasso (Allenatore), Fabio Armani (Ass. allenatore) |